# Tcheco
Anderson Simas Luciano, detto Tcheco (Curitiba, 11 aprile 1976), è un allenatore di calcio ed ex calciatore brasiliano, di ruolo centrocampista, tecnico del FC Cascavel..

## Carriera

### Club
Cresciuto nel Paraná, non fu molto utilizzato dal club e successivamente fu svincolato; dal 1998 al 2002, Tcheco giocò per il Malutrom. Arrivò al Coritiba nel maggio 2002 in vista del Brasileirão. L'anno successivo, vinse il Campionato Paranaense.
All'estero, ha giocato in Arabia Saudita, all'Al-Ittihad, per quattro anni: 2003, 2004, parte del 2005 e la prima metà del 2008.
All'inizio del 2005, Tcheco tornò in Brasile per giocare in prestito al Santos; scaduto il termine dell'accordo, tornò all'Al-Ittihad. Nel  2006, Tcheco tornò di nuovo in patria, giocando per il Grêmio nel 2006 e nel 2007, vincendo due Campionati Gaúcho (2006 e 2007) e arrivando in finale della Coppa Libertadores 2007, persa poi contro il Boca Juniors. Giocava da titolare, e per un periodo fu anche scelto come capitano della squadra. Nel 2008, fino a giugno, giocò nuovamente per l'Al-Ittihad, e dal mese di giugno in poi è tornato al Grêmio Foot-Ball Porto Alegrense.

## Palmarès

### Club

#### Competizioni nazionali
- Campionato Paranaense: 2

Paraná: 1997
Coritiba: 2003
- Campeonato Brasileiro Série C: 1

Malutrom: 2000
- Campionato saudita di calcio: 1

Al-Ittihad: 2003
- Coppa della Corona del Principe saudita: 1

Al-Ittihad: 2004
- Campionato Gaúcho: 3

Grêmio: 2006, 2007

#### Competizioni internazionali
- AFC Champions League: 2

Al-Ittihad: 2004, 2005
- Champions League araba: 1

Al-Ittihad: 2005

### Individuale
- Bola de Prata: 1

2008